# Novello & Co
Pour les articles homonymes, voir Novello (homonymie).
Novello & Co est une maison d'édition musicale basée à Londres, spécialisée dans la musique classique et les répertoires pour chœurs. 

## Historique
La maison d'édition a été fondée par Vincent Novello en 1811.
Parmi les premières publications de Novello & Company figure l'édition de la musique sacrée de Purcell, commencée en 1828. L'éditeur est à l'origine de l'introduction en Angleterre des compositions musicales de grands maîtres, telles que les messes de Haydn, Mozart, ou les œuvres de Giovanni Pierluigi da Palestrina, et de la diffusion en édition bon marché des oratorios de Haendel et Mendelssohn,, ainsi que des trésors musicaux du Fitzwilliam Museum au sein de la collection The Fitzwilliam Music, publiée en cinq volumes entre 1825 et 1827.  
August Jaeger, ami du compositeur Edward Elgar, y a travaillé, promouvant la musique d'Horatio Parker et de Samuel Coleridge-Taylor.
Novello est aujourd'hui, et ce depuis 1993, la propriété des éditions Music Sales.